# Alex MacLean
Alex S. MacLean (* 1947) ist ein US-amerikanischer Fotograf, Pilot und Architekt.
Nach seinem Abschluss als B.A. am Harvard College im Jahr 1969 setzte er seine Ausbildung mit einem Architekturstudium an der Harvard University Graduate School of Design fort. Die Auseinandersetzung mit dem Feld der Stadtplanung weckte sein Interesse an Luftaufnahmen. 1975 erwarb er seinen Flugschein. Seither überfliegt er in einer Cessna 182 die Vereinigten Staaten und dokumentiert mit seiner Kamera, wie sich die Landschaft unter ihm verändert. In seinen Aufnahmen stellt er den Einfluss von unkontrolliertem Siedlungsbau und Stürmen auf die natürlichen Gegebenheiten dar.

## Auszeichnungen
- 1980: National Endowment for the Arts Design Grants
- 1990: National Endowment for the Arts Design Grants
- 2003/04: Rom-Preis für Landschaftsarchitektur der American Academy in Rome
- 2006: Award of Excellence (Boston Society of Landscape Architects)
- 2009 Corine – Internationaler Buchpreis für Over. Der American Way of Life oder Das Ende der Landschaft